# 1460

## Родени
- Йоханес Видман, германски математик
- Тилман Рименшнайдер, германски скулптор
- Франческо дел Джокондо, италиански търговец

## Починали
- 20 септември – Жил Беншоа, фламандски композитор
- 13 ноември – Енрике Мореплавателя, португалски принц